# Блондель, Жан
Жан Блонде́ль (фр. Jean Blondel; 26 октября 1929, Тулон — 25 декабря 2022, Лондон) — французский политолог, специализирующийся на компаративной (сравнительной) политологии. Внёс значительный вклад в исследования политического лидерства.

## Биография
Родился в Тулоне 26 октября 1929 года. В 1953 году окончил Школу политики в Париже. В 1953—1955 годах учился в Оксфордском университете. С 1958 по 1963 преподавал в Кееле — международном институте менеджмента. С 1963 по 1964 год был в качестве fellow (сотрудника) в Йельском университете, затем перешёл в Эссекский университет, где создал Департамент управления.

## Награды
- Премия Юхана Шютте в политических науках (2004)

## Труды
- Блондель Ж. Политическое лидерство. Путь к всеобъемлющему анализу. — М.: [б. и.], 1992. — 136 с.